# François de Bassompierre

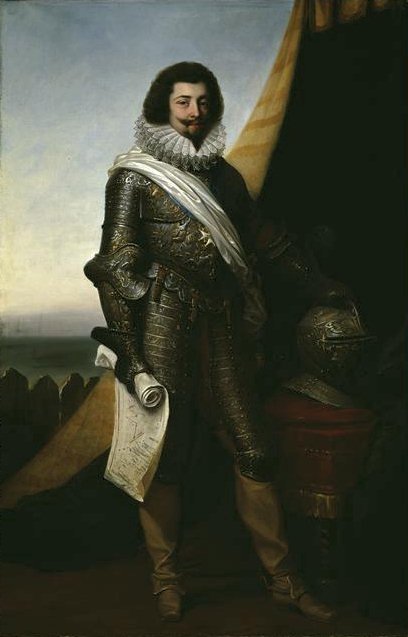
François de Bassompierre

François de Bassompierre, Kupferstich

François, marquis de Bassompierre (* 12. April 1579 auf Schloss Haroué, Lothringen; † 12. Oktober 1646 in Provins) war ein französischer Höfling, Diplomat und Marschall von Frankreich.

## Leben
Bassompierre stammte aus der alten lothringischen Adelsfamilie Ravenstein und kam als 20-Jähriger an den Hof Heinrichs IV., der ihn wegen seines liebenswürdigen Benehmens, feinen Geistes und seiner Neigung zur Galanterie bevorzugte. Bereits 1610 übertrug ihm der König den Titel eines Staatsrats und ernannte ihn zum Colonel eines  Infanterieregiments.
Nach Heinrichs Ermordung († 14. Mai 1610) gewann Bassompierre die Gunst der Regentin Maria de’ Medici, die ihn 1614 zum Colonel général der Schweizer und Graubündner ernannte. Er stellte sich aber im Streit Ludwigs XIII. mit seiner Mutter auf die Seite des Königs und trug wesentlich zum Sturz der Königinmutter bei. Zum Lohn erhielt Bassompierre 1622 den Marschallstab und wurde als Gesandter nach Spanien (1621), in die Schweiz (1625) und nach England (1626) geschickt, wo er sich als ausgezeichneter Diplomat bewährte. Als Gesandter in Spanien handelte er 1621 den (nie ausgeführten) Madrider Vertrag aus, der die Rückerstattung des Veltlins an Graubünden vorsah.
1621 nahm er als Maréchal de camp an der Belagerung von Saint-Jean-d’Angély teil.
Ebenso konnte er sich nach seiner Rückkehr nach Frankreich bei der Belagerung von La Rochelle und bei der Erstürmung des Passes von Susa 1629 als Militär auszeichnen. Dennoch stürzten ihn das Misstrauen und der Hass Richelieus, die er sich einerseits durch seine Verbindungen zu den entschiedenen Anhängern der Königinmutter Charles, Herzog von Guise, und dessen Schwester Louise-Marguerite de Lorraine-Guise, andererseits durch seine sarkastischen Witze zugezogen hatte. Deswegen wurde er am 23. Februar 1631 verhaftet und in die Bastille gesperrt, aus der er erst nach dem Tod Richelieus († 4. Dezember 1642) im Jahr 1643 entlassen wurde. Er starb am 12. Oktober 1646.
Von vollendeter Körperschönheit und gewandtem Geist war Bassompierre das Musterbild eines französischen Höflings seiner Zeit. Dem Luxus, dem Spiel und der Liebe unmäßig frönend (er soll im Moment seiner Verhaftung über 6.000 Liebesbriefe verbrannt haben), lebte er ganz dem Genuss des Augenblicks. Ein intimes Verhältnis mit Louise-Marguerite de Lorraine-Guise, der Witwe François’ de Bourbon, führte möglicherweise zu einer heimlichen Heirat. 
Bassompierres Aufenthalt im Gefängnis brach das Herz der Fürstin. Ein gemeinsamer Sohn soll bald nach dem Vater gestorben sein. Ein anderer Sohn Bassompierres, Louis II. (* 1610), gezeugt mit Marie Charlotte de Balzac d’Entragues, starb 1676 als Bischof von Saintes. Der lothringische und kaiserlich-habsburgische General Anne-François de Bassompierre (1612–1646) war Bassompierres Neffe.

## Werke
Bassompierre hinterließ Memoiren („Journal de ma Vie“, Köln 1665, 2 Bände; neue Ausg. vom Marquis de Chantérac, Paris 1870–77, 4 Bände), die in der Bastille geschrieben wurden und ein interessanter Beitrag zur Geschichte der Jahre 1598 bis 1631 sind, sowie einen Bericht über seine Missionen in Spanien, der Schweiz und England (1668, 4 Bände).
- 1665 Memoires du mareschal de Bassompierre, contenant l'histoire de sa vie et de ce qui s'est fait de plus remarquable à la cour de France pendant quelques années Band 1, Band 2
- 1665 Remarques de monsieur le Mareschal de Bassompierre sur les vies des Roys Henry IV, & Louys XIII, Digitalisat
- 1668 Ambassade du Maréchal de Bassompierre en Suisse: l'an 1625 Band 1, Band 2
- 1668 Ambassade en Espagne en 1621 et en d'autres états, Digitalisat
- 1668 Négociation du Maréschal de Bassompierre, envoyé ambassadeur extraordinaire en Angleterre de la part du roy très-chrestien, l'an 1626 Digitalisat